# Saint-Vincent-de-Paul (Landes)
Pour les articles homonymes, voir Saint-Vincent et Saint-Vincent-de-Paul.
Saint-Vincent-de-Paul est une commune du Sud-Ouest de la France, située dans le département des Landes (région Nouvelle-Aquitaine).

## Géographie

### Localisation
| - OpenStreetMap Limite communale. |

### Communes limitrophes
Les communes limitrophes sont Candresse, Gourbera, Pontonx-sur-l'Adour, Saint-Paul-lès-Dax, Téthieu, Yzosse et Laluque.
| Gourbera           | Laluque (par un quadripoint) | Pontonx-sur-l'Adour |
| Saint-Paul-lès-Dax | Saint-Vincent-de-Paul        | Téthieu             |
| Yzosse             | Candresse                    |                     |

### Climat
Pour des articles plus généraux, voir Climat de la Nouvelle-Aquitaine et Climat des Landes.
Historiquement, la commune est exposée à un climat océanique aquitain.  
En 2020, Météo-France publie une typologie des climats de la France métropolitaine dans laquelle la commune est exposée à un climat océanique et est dans la région climatique  Littoral charentais et aquitain, caractérisée par une pluviométrie élevée en automne et en hiver, un bon ensoleillement, des hiver doux (6,5 °C), soumis à la brise de mer.
Pour la période 1971-2000, la température annuelle moyenne est de 13,7 °C, avec une amplitude thermique annuelle de 14,4 °C. Le cumul annuel moyen de précipitations est de 1 250 mm, avec 12,9 jours de précipitations en janvier et 7,9 jours en juillet. Pour la période 1991-2020, la température moyenne annuelle observée sur la station météorologique la plus proche, située sur la commune de Dax à 6 km à vol d'oiseau, est de 14,5 °C et le cumul annuel moyen de précipitations est de 1 155,2 mm,. Pour l'avenir, les paramètres climatiques de la commune estimés pour 2050 selon différents scénarios d’émission de gaz à effet de serre sont consultables sur un site dédié publié par Météo-France en novembre 2022.

## Urbanisme

### Typologie
Au 1er janvier 2024, Saint-Vincent-de-Paul est catégorisée bourg rural, selon la nouvelle grille communale de densité à sept niveaux définie par l'Insee en 2022.
Elle appartient à l'unité urbaine de Dax, une agglomération intra-départementale regroupant treize  communes, dont elle est une commune de la banlieue,,. Par ailleurs la commune fait partie de l'aire d'attraction de Dax, dont elle est une commune de la couronne,. Cette aire, qui regroupe 60 communes, est catégorisée dans les aires de 50 000 à moins de 200 000 habitants,.

### Occupation des sols

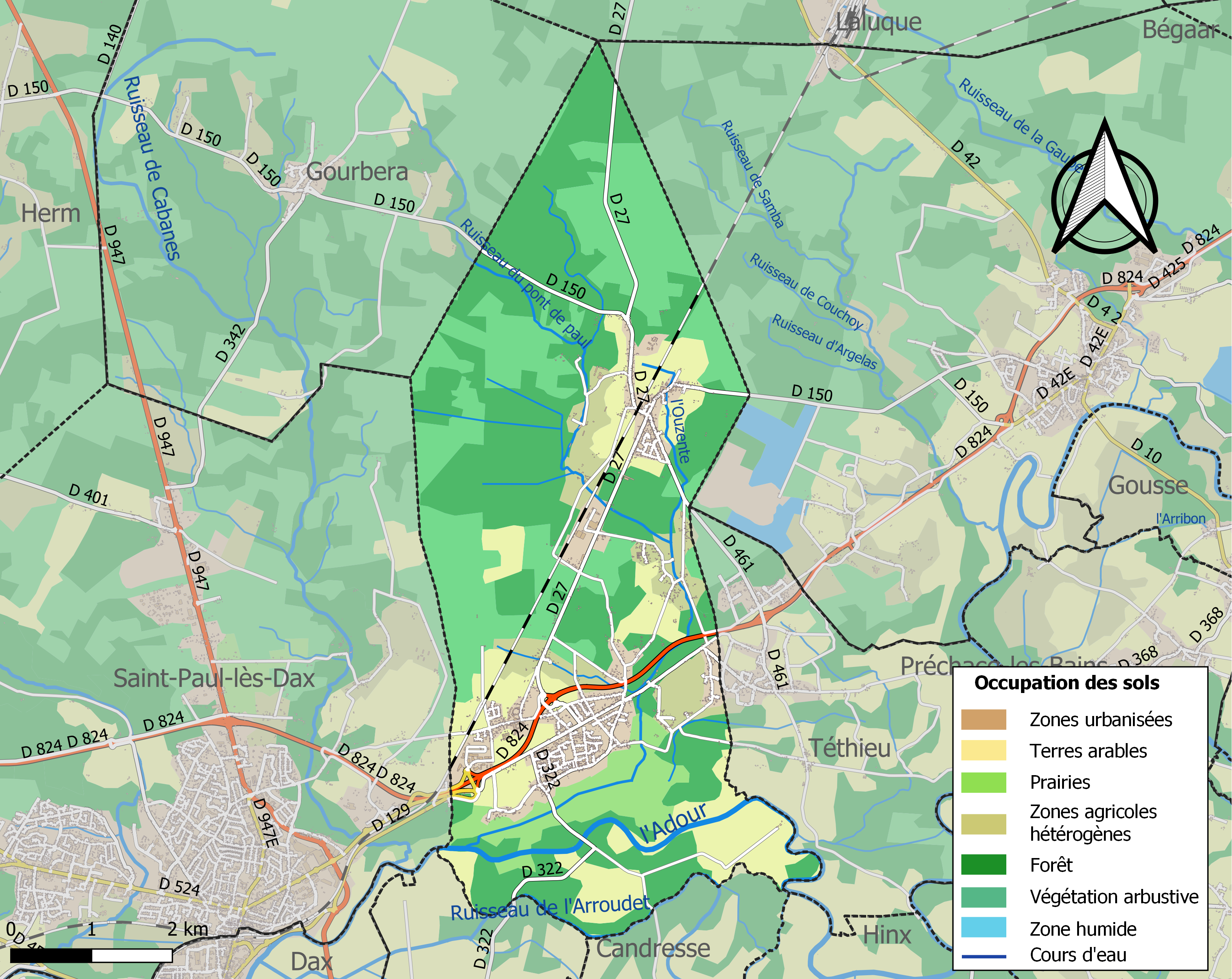
Carte des infrastructures et de l'occupation des sols de la commune en 2018 (CLC).

L'occupation des sols de la commune, telle qu'elle ressort de la base de données européenne d’occupation biophysique des sols Corine Land Cover (CLC), est marquée par l'importance des forêts et milieux semi-naturels (62,3 % en 2018), en diminution par rapport à 1990 (64,4 %). La répartition détaillée en 2018 est la suivante : forêts (39,8 %), milieux à végétation arbustive et/ou herbacée (22,5 %), terres arables (16,4 %), zones urbanisées (8,5 %), zones agricoles hétérogènes (6,5 %), prairies (5,3 %), zones industrielles ou commerciales et réseaux de communication (1 %). L'évolution de l’occupation des sols de la commune et de ses infrastructures peut être observée sur les différentes représentations cartographiques du territoire : la carte de Cassini (XVIIIe siècle), la carte d'état-major (1820-1866) et les cartes ou photos aériennes de l'IGN pour la période actuelle (1950 à aujourd'hui).

### Voies de communication et transports

#### Voies
| 134 odonymes recensés à Saint-Vincent-de-Paul (Landes) au 26 janvier 2014 | 134 odonymes recensés à Saint-Vincent-de-Paul (Landes) au 26 janvier 2014 | 134 odonymes recensés à Saint-Vincent-de-Paul (Landes) au 26 janvier 2014 | 134 odonymes recensés à Saint-Vincent-de-Paul (Landes) au 26 janvier 2014 | 134 odonymes recensés à Saint-Vincent-de-Paul (Landes) au 26 janvier 2014 | 134 odonymes recensés à Saint-Vincent-de-Paul (Landes) au 26 janvier 2014 | 134 odonymes recensés à Saint-Vincent-de-Paul (Landes) au 26 janvier 2014 | 134 odonymes recensés à Saint-Vincent-de-Paul (Landes) au 26 janvier 2014 | 134 odonymes recensés à Saint-Vincent-de-Paul (Landes) au 26 janvier 2014 | 134 odonymes recensés à Saint-Vincent-de-Paul (Landes) au 26 janvier 2014 | 134 odonymes recensés à Saint-Vincent-de-Paul (Landes) au 26 janvier 2014 | 134 odonymes recensés à Saint-Vincent-de-Paul (Landes) au 26 janvier 2014 | 134 odonymes recensés à Saint-Vincent-de-Paul (Landes) au 26 janvier 2014 | 134 odonymes recensés à Saint-Vincent-de-Paul (Landes) au 26 janvier 2014 | 134 odonymes recensés à Saint-Vincent-de-Paul (Landes) au 26 janvier 2014 | 134 odonymes recensés à Saint-Vincent-de-Paul (Landes) au 26 janvier 2014 |
| Allée                                                                     | Avenue                                                                    | Bld                                                                       | Chemin                                                                    | Clos                                                                      | Côte                                                                      | Impasse                                                                   | Passage                                                                   | Place                                                                     | Pont                                                                      | Route                                                                     | Rue                                                                       | Square                                                                    | Villa                                                                     | Autres                                                                    | Total                                                                     |
| ------------------------------------------------------------------------- | ------------------------------------------------------------------------- | ------------------------------------------------------------------------- | ------------------------------------------------------------------------- | ------------------------------------------------------------------------- | ------------------------------------------------------------------------- | ------------------------------------------------------------------------- | ------------------------------------------------------------------------- | ------------------------------------------------------------------------- | ------------------------------------------------------------------------- | ------------------------------------------------------------------------- | ------------------------------------------------------------------------- | ------------------------------------------------------------------------- | ------------------------------------------------------------------------- | ------------------------------------------------------------------------- | ------------------------------------------------------------------------- |
| 0                                                                         | 2                                                                         | 0                                                                         | 22                                                                        | 1                                                                         | 0                                                                         | 43                                                                        | 0                                                                         | 0                                                                         | 0                                                                         | 41                                                                        | 25                                                                        | 0                                                                         | 0                                                                         | 0                                                                         | 134                                                                       |
| Notes « N »                                                               | Notes « N »                                                               | 1. 2. 3.                                                                  | 1. 2. 3.                                                                  | 1. 2. 3.                                                                  | 1. 2. 3.                                                                  | 1. 2. 3.                                                                  | 1. 2. 3.                                                                  | 1. 2. 3.                                                                  | 1. 2. 3.                                                                  | 1. 2. 3.                                                                  | 1. 2. 3.                                                                  | 1. 2. 3.                                                                  | 1. 2. 3.                                                                  | 1. 2. 3.                                                                  | 1. 2. 3.                                                                  |
| Sources : rue-ville.info & OpenStreetMap                                  |                                                                           |                                                                           |                                                                           |                                                                           |                                                                           |                                                                           |                                                                           |                                                                           |                                                                           |                                                                           |                                                                           |                                                                           |                                                                           |                                                                           |                                                                           |

### Risques majeurs
Le territoire de la commune de Saint-Vincent-de-Paul est vulnérable à différents aléas naturels : météorologiques (tempête, orage, neige, grand froid, canicule ou sécheresse), inondations, feux de forêts, mouvements de terrains et séisme (sismicité faible). Il est également exposé à deux risques technologiques, le transport de matières dangereuses et le risque industriel. Un site publié par le BRGM permet d'évaluer simplement et rapidement les risques d'un bien localisé soit par son adresse soit par le numéro de sa parcelle.

#### Risques naturels
La commune fait partie du territoire à risques importants d'inondation (TRI) de Dax, regroupant 13 communes concernées par un risque de débordement de l'Adour et du Luy, un des 18 TRI qui ont été arrêtés fin 2012 sur le bassin Adour-Garonne. Les événements significatifs antérieurs à 2014 sont les crues de l'Adour de 1770, 1879, 1952, 1981 et 2014. La crue du 6 avril 1770 est la plus forte crue enregistrée. La crue de février 1952 constitue quant à elle la crue de référence sur de nombreux secteurs du bassin de l’Adour. Des cartes des surfaces inondables ont été établies pour trois scénarios : fréquent (crue de temps de retour de 10 ans à 30 ans), moyen (temps de retour de 100 ans à 300 ans) et extrême (temps de retour de l'ordre de 1 000 ans, qui met en défaut tout système de protection). La commune a été reconnue en état de catastrophe naturelle au titre des dommages causés par les inondations et coulées de boue survenues en 1999, 2009, 2014, 2020 et 2021 et au titre des inondations par remontée de nappe en 2020,.
Saint-Vincent-de-Paul est exposée au risque de feu de forêt. Depuis le 20 avril 2016, les départements de la Gironde, des Landes et de Lot-et-Garonne disposent d’un règlement interdépartemental de protection de la forêt contre les incendies. Ce règlement vise à mieux prévenir les incendies de forêt, à faciliter les interventions des services et à limiter les conséquences, que ce soit par le débroussaillement, la limitation de l’apport du feu ou la réglementation des activités en forêt. Il définit en particulier cinq niveaux de vigilance croissants auxquels sont associés différentes mesures,.
Les mouvements de terrains susceptibles de se produire sur la commune sont des tassements différentiels.

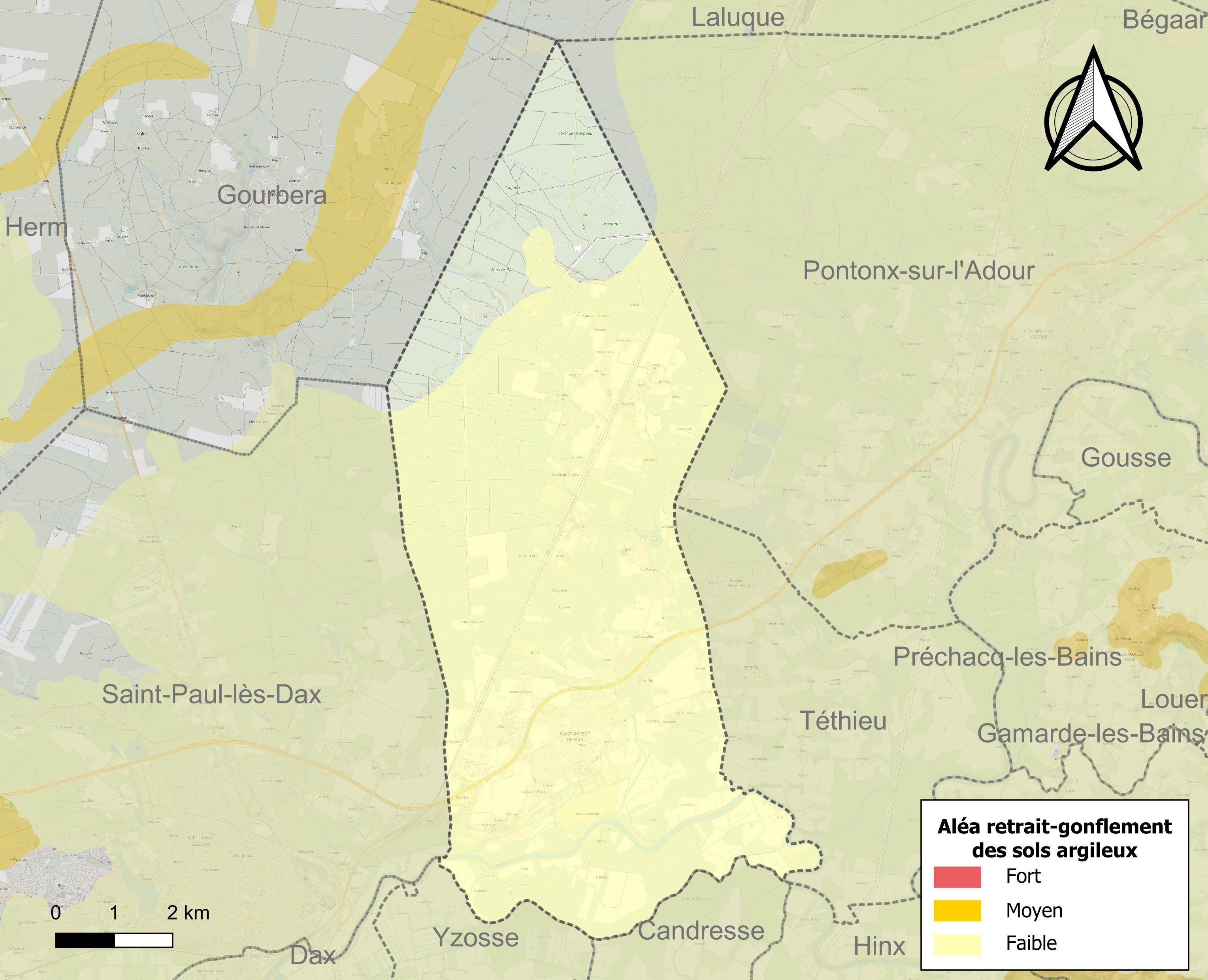
Carte des zones d'aléa retrait-gonflement des sols argileux de Saint-Vincent-de-Paul.

Le retrait-gonflement des sols argileux est susceptible d'engendrer des dommages importants aux bâtiments en cas d’alternance de périodes de sécheresse et de pluie. Aucune partie du territoire de la commune n'est en aléa moyen ou fort (19,2 % au niveau départemental et 48,5 % au niveau national). Sur les 1 211 bâtiments dénombrés sur la commune en 2019, aucun n'est en aléa moyen ou fort, à comparer aux 17 % au niveau départemental et 54 % au niveau national. Une cartographie de l'exposition du territoire national au retrait gonflement des sols argileux est disponible sur le site du BRGM,.
Concernant les mouvements de terrains, la commune a été reconnue en état de catastrophe naturelle au titre des dommages causés par des mouvements de terrain en 1999.

#### Risques technologiques
La commune est exposée au risque industriel du fait de la présence sur son territoire d'une entreprise soumise à la directive européenne SEVESO.
Le risque de transport de matières dangereuses sur la commune est lié à sa traversée par une ou des infrastructures routières ou ferroviaires importantes ou la présence d'une canalisation de transport d'hydrocarbures. Un accident se produisant sur de telles infrastructures est susceptible d’avoir des effets graves sur les biens, les personnes ou l'environnement, selon la nature du matériau transporté. Des dispositions d’urbanisme peuvent être préconisées en conséquence.

## Toponymie
Par ordonnance royale du 3 décembre 1828, le village qui se nommait jusqu'alors Pouy est renommé Saint-Vincent-de-Paul.

## Histoire
- Vincent Depaul ou de Paul, futur saint Vincent de Paul, y naît en 1581.
- En 1620, un paysan redécouvre une statue de la Vierge dans la commune de Buglose. Avec la reconstruction du sanctuaire autour de la statue et d'une source miraculeuse, Buglose devient un important lieu de pèlerinage.
- Entre 1790 et 1794, la commune absorbe la commune éphémère de Buglose[27].
- En 1828, le village qui se nommait jusqu'alors Pouy[28] est renommé Saint-Vincent-de-Paul.

### Le camp de prisonniers de Buglose[29],[30]
À la fin des années 1930, quelques baraquements sont construits dans le quartier de la gare de Basta, à Buglose, le long de la ligne de chemin de fer Bordeaux-Hendaye. Ces constructions sont destinées à accueillir des femmes et des enfants fuyant la guerre civile espagnole. En 1940, en Allemagne, les nazis veulent se débarrasser des travailleurs prisonniers africains, issus des colonies françaises, qui ne supportent pas les rigueurs du froid de l'hiver allemand et qui ne correspondent pas au modèle d'une race pure aryenne. Dans le Sud-Ouest de la France au climat moins rigoureux, le camp de Basta est choisi pour le rapatriement de cette population.
Les occupants espagnols en sont évacués, mais, rapidement, il s’avère trop petit et les allemands construisent un nouveau camp dans la forêt landaise, à quelque deux kilomètres au nord de Buglose. Ainsi, entre 1940 et 1944, ce camp est occupé par des prisonniers originaires d'Afrique du Nord, d'Afrique de l'Ouest francophone, de Madagascar et de l'Indochine française. De 1945 à 1948, le camp sert à la détention de prisonniers allemands. Puis, ce lieu tombe dans l'oubli jusqu'à la tempête Klaus de janvier 2009, qui dévaste notamment la forêt landaise et met à nu cet endroit presque disparu des mémoires. Depuis lors, une association locale, la MCPB (Mémoire du Camp des Prisonniers de Buglose) s'emploie à faire de ce site un lieu de mémoire.43° 48′ 05″ N, 1° 00′ 02″ O

## Politique et administration

### Liste des maires
| Période                                  | Période    | Identité              | Étiquette | Qualité                                                 |
| ---------------------------------------- | ---------- | --------------------- | --------- | ------------------------------------------------------- |
| 1833                                     | 1838       | Jean-Baptiste Bénesse |           | Propriétaire à Dax                                      |
| 1944                                     | 1952       | Jean Dufort           |           |                                                         |
| 1952                                     | 1965       | Xavier Joseph Debecq  |           |                                                         |
| 1965                                     | mars 1983  | René Bedat            | SFIO-PS   |                                                         |
| mars 1983                                | mars 1989  | Jean Gabelle          |           |                                                         |
| mars 1989                                | juin 1995  | Yvette Vacher         | PS        |                                                         |
| juin 1995                                | mars 2001  | Jean-René Dauga       |           |                                                         |
| mars 2001                                | avril 2015 | Michel Bastiat        | PS        | Chef de centre de travaux                               |
| avril 2015                               | En cours   | Henri Bedat           | PS        | Conseiller départemental du canton de Dax-1 depuis 2015 |
| Les données manquantes sont à compléter. |            |                       |           |                                                         |

### Politique environnementale
Dans son palmarès 2024, le Conseil national de villes et villages fleuris de France a attribué deux fleurs à la commune.

## Démographie
| 1793 | 1800 | 1806 | 1821 | 1831 | 1836 | 1841 | 1846  | 1851  |
| ---- | ---- | ---- | ---- | ---- | ---- | ---- | ----- | ----- |
| 445  | 537  | 565  | 664  | 806  | 750  | 863  | 1 011 | 1 165 |

| 1856  | 1861  | 1866  | 1872  | 1876  | 1881  | 1886  | 1891  | 1896  |
| ----- | ----- | ----- | ----- | ----- | ----- | ----- | ----- | ----- |
| 1 360 | 1 503 | 1 634 | 1 683 | 1 790 | 1 819 | 1 852 | 1 800 | 1 729 |

| 1901  | 1906  | 1911  | 1921  | 1926  | 1931  | 1936  | 1946  | 1954  |
| ----- | ----- | ----- | ----- | ----- | ----- | ----- | ----- | ----- |
| 1 664 | 1 652 | 1 668 | 1 632 | 1 632 | 1 560 | 1 537 | 1 489 | 1 540 |

| 1962  | 1968  | 1975  | 1982  | 1990  | 1999  | 2006  | 2011  | 2016  |
| ----- | ----- | ----- | ----- | ----- | ----- | ----- | ----- | ----- |
| 1 515 | 1 557 | 1 584 | 1 696 | 1 775 | 2 141 | 2 859 | 3 024 | 3 102 |

| 2021  | 2022  | - | - | - | - | - | - | - |
| ----- | ----- | - | - | - | - | - | - | - |
| 3 360 | 3 384 | - | - | - | - | - | - | - |

## Lieux et monuments

### Édifices et sites
Architecture chrétienne
- Basilique Notre-Dame de Buglose, carillon de 60 cloches.
- Chapelle Notre-Dame de Buglose
- Église Saint-Vincent-de-Paul
- Église Saint-Vincent-de-Paul du Berceau

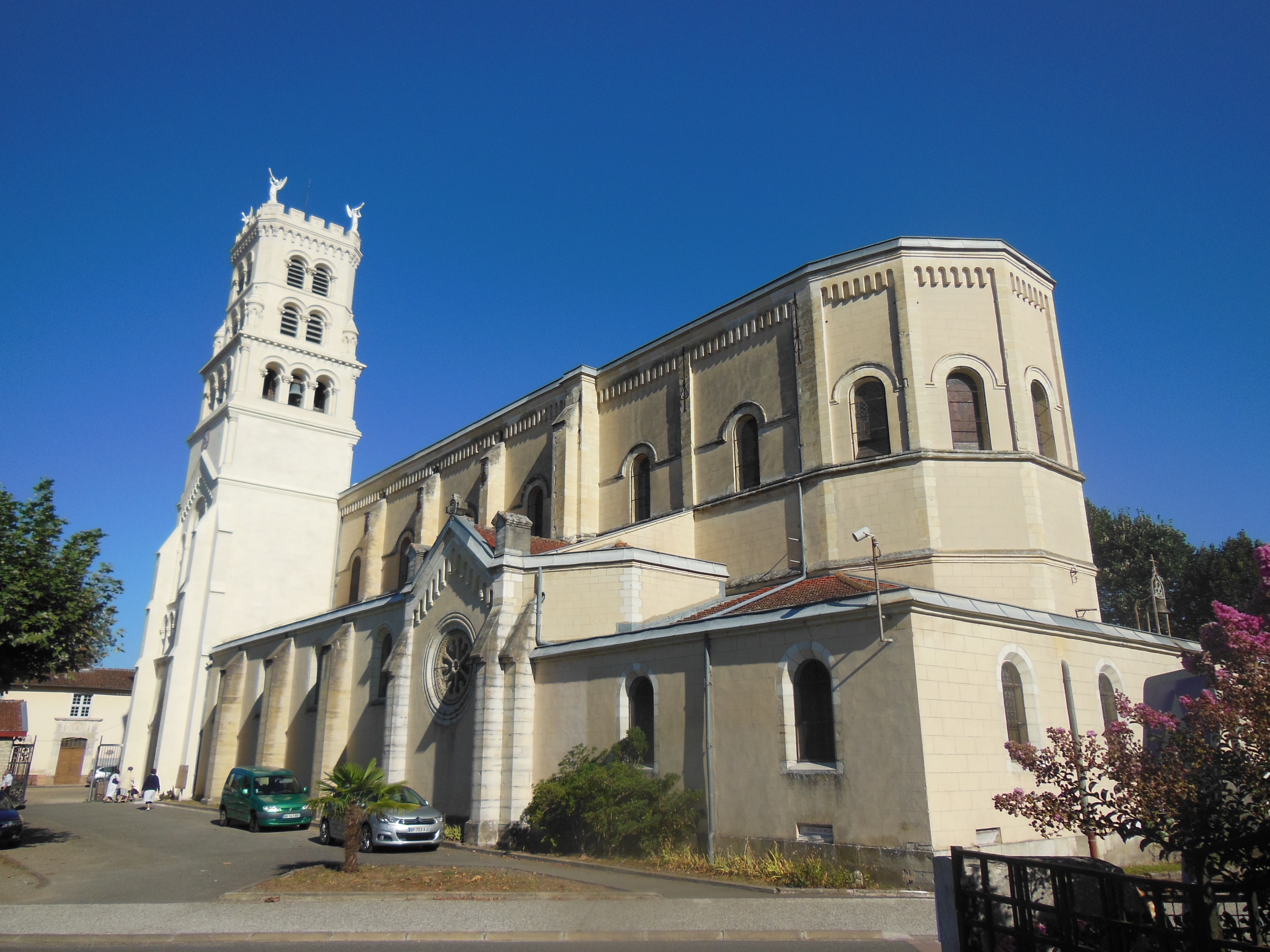
La basilique Notre-Dame de Buglose.
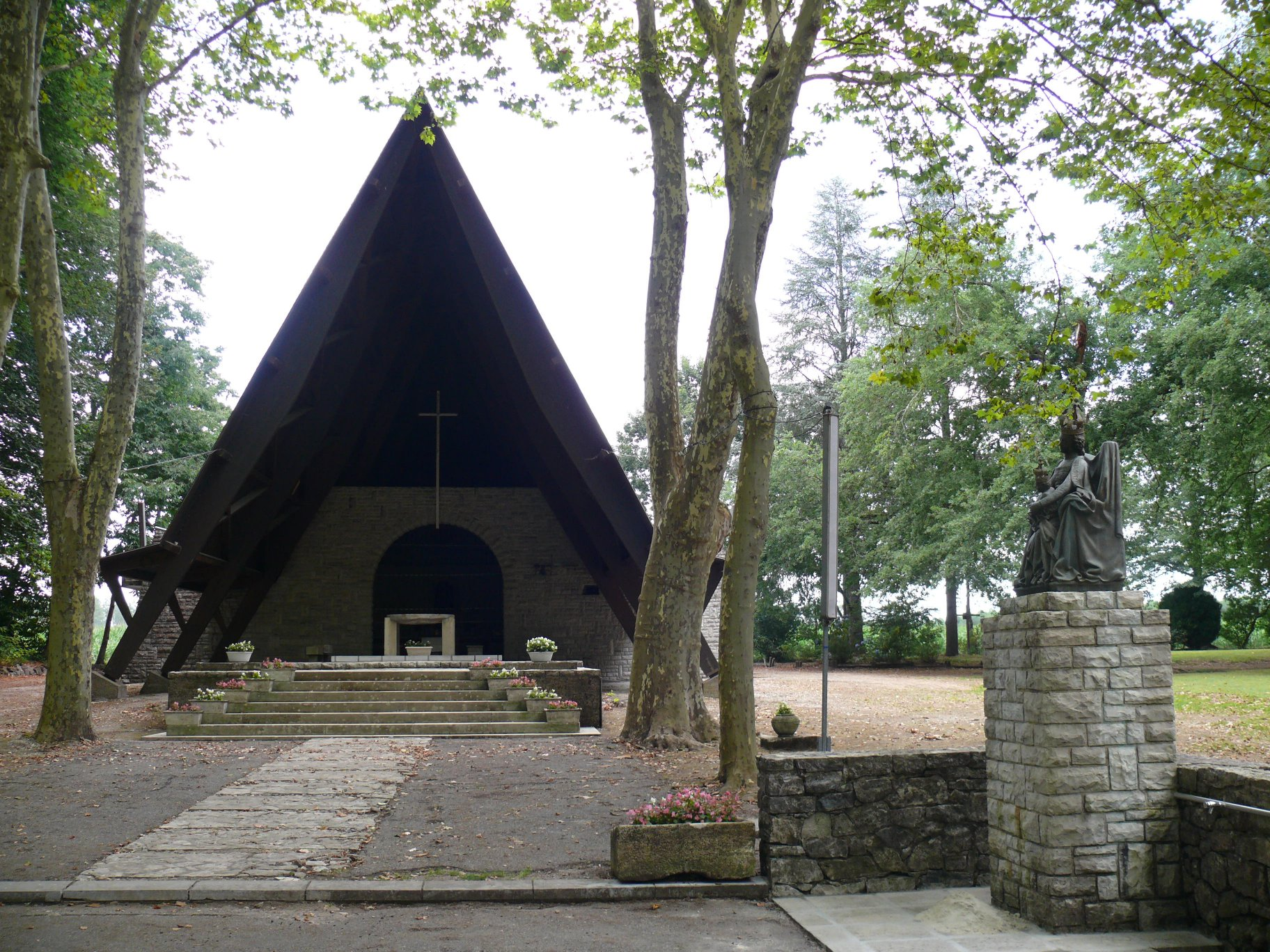
La chapelle Notre-Dame de Buglose.
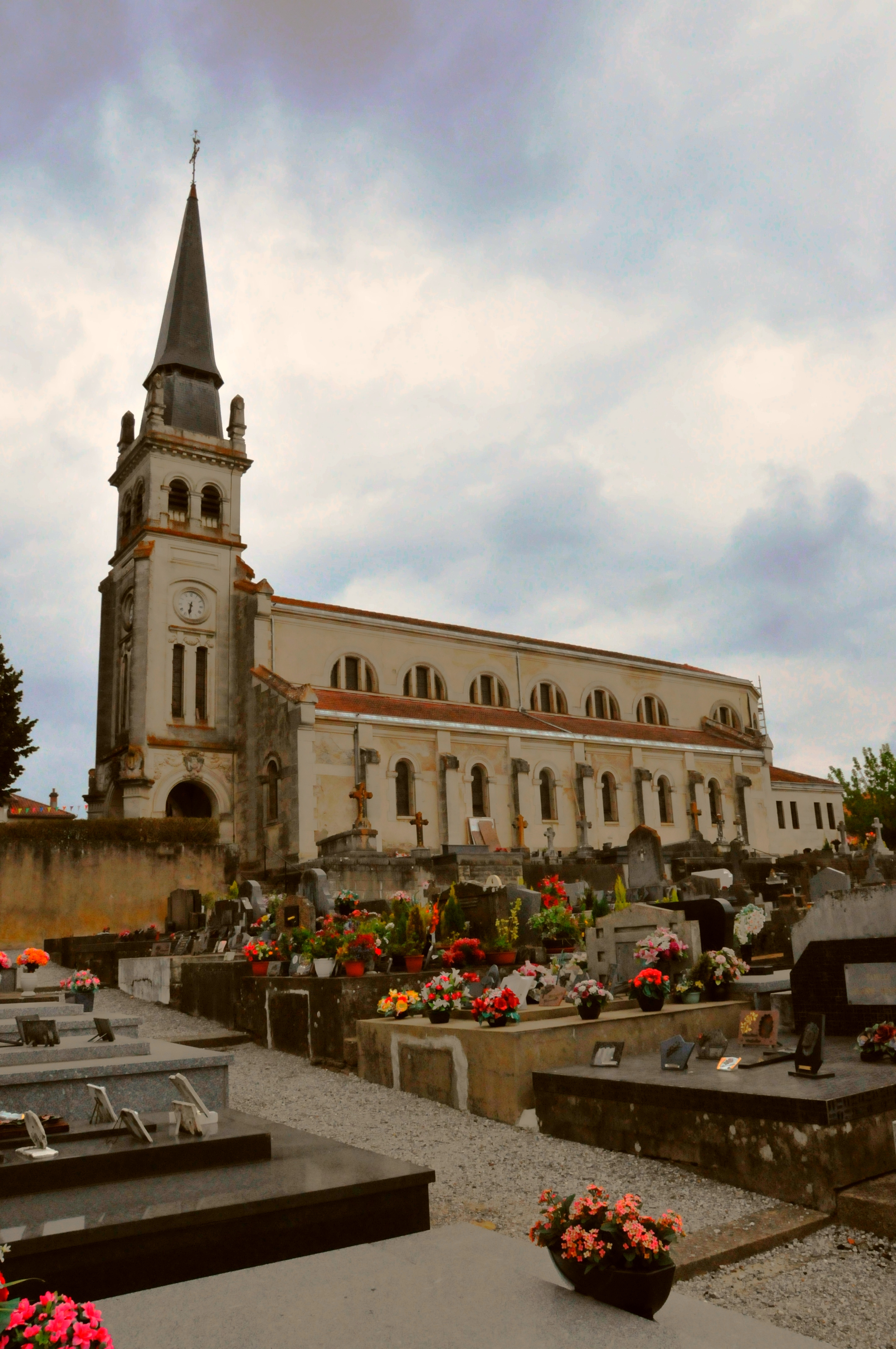
L'église Saint-Vincent-de-Paul.
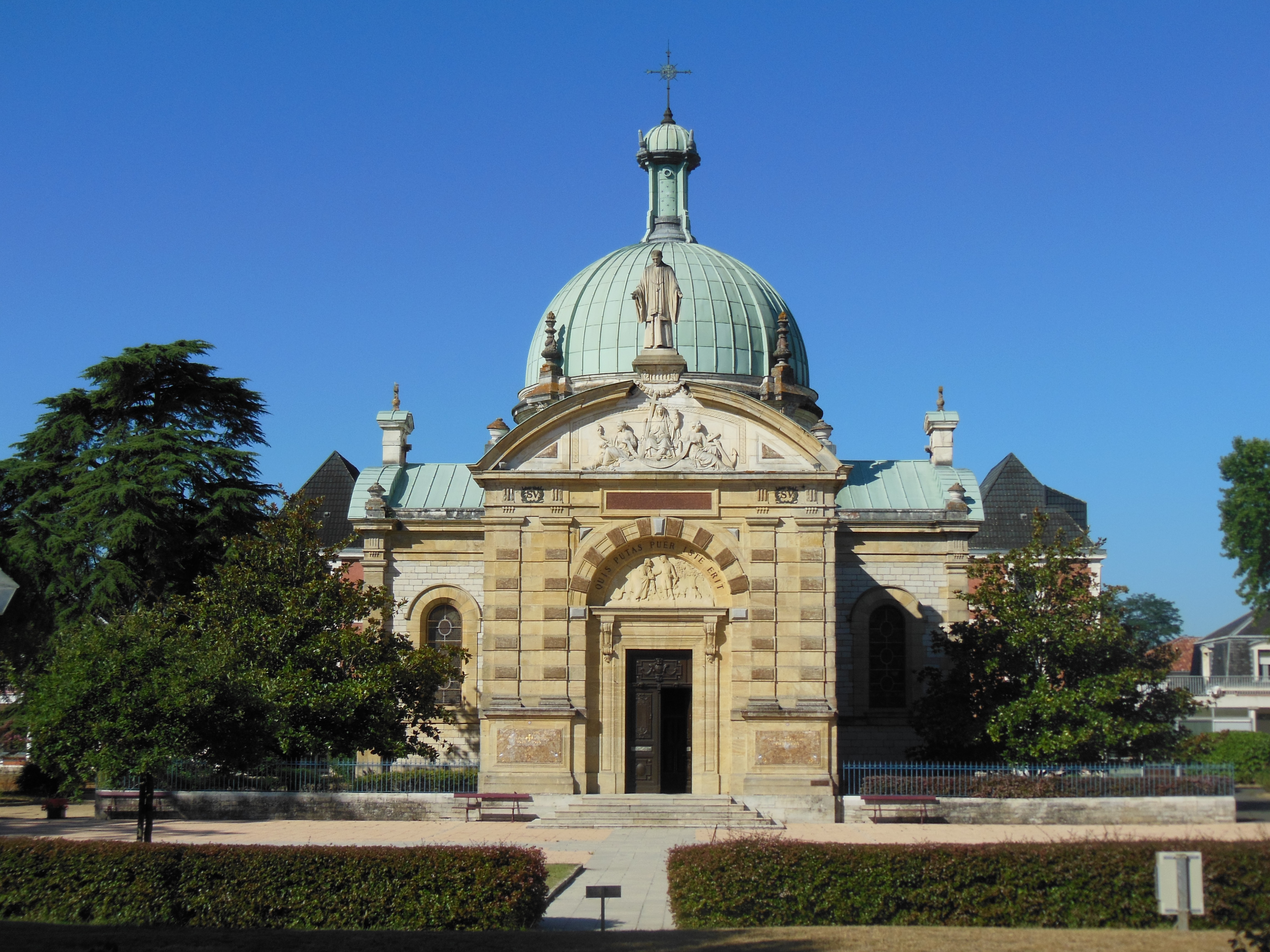
L'église Saint-Vincent-de-Paul du Berceau.

Autre
- Ranquines, maison natale de Vincent de Paul.
- Lou bielh cassou, chêne pédonculé de 13 m de haut ayant entre 700 et 800 ans se trouve dans le village. Sa circonférence était de 10,4 m en 2002. Il est site classé par arrêté ministériel le 24 mars 1925 (0,3 ha).
- Les Barthes de l'Adour représentent une zone humide remarquable et originale constituée de zones boisées et de prairies inondables de chaque côté du lit du fleuve Adour.
- jardin botanique : présente au public une collection de pélargoniums exhibant des formes surprenantes.

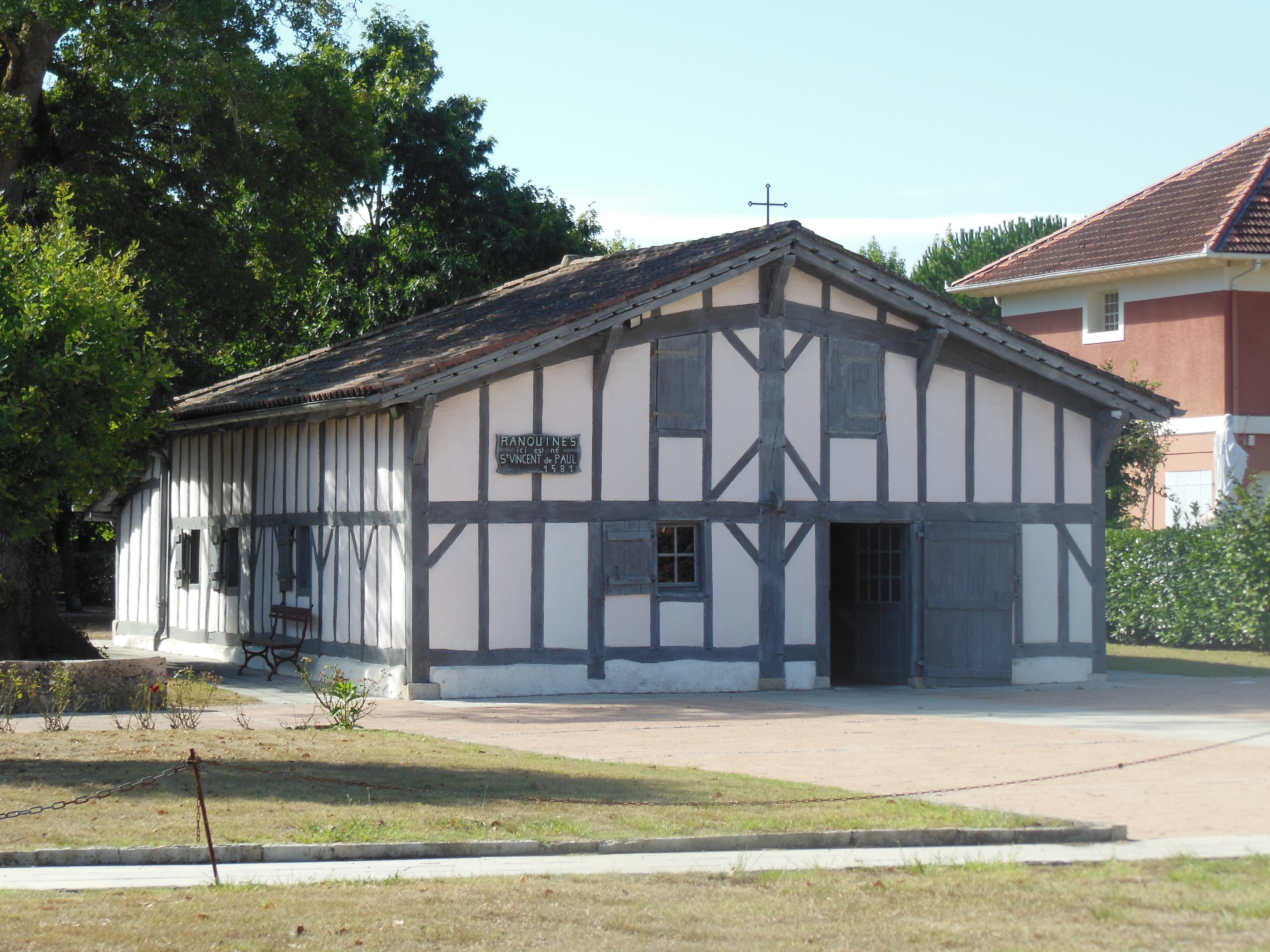
Ranquines.
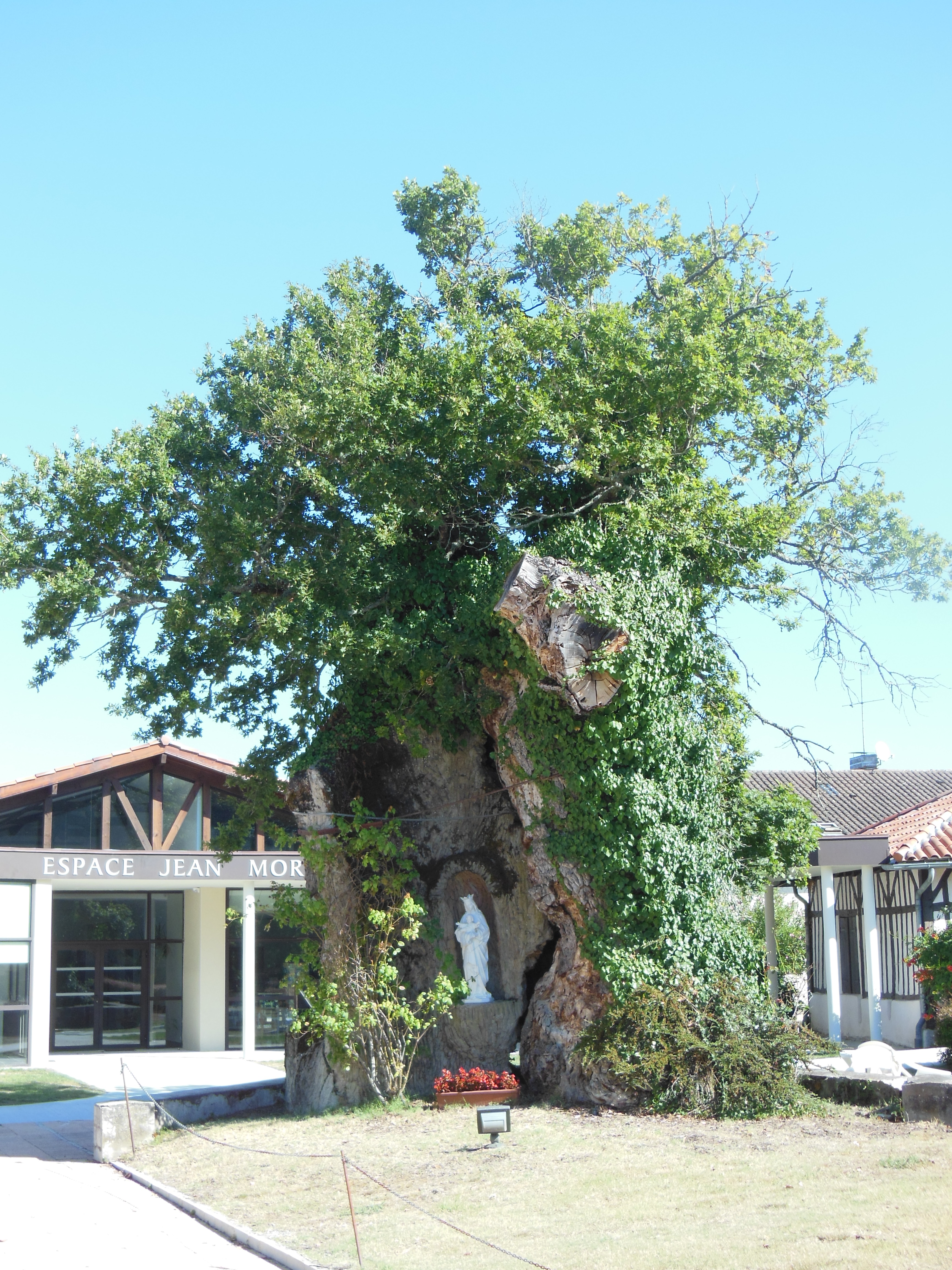
Lou bielh cassou.
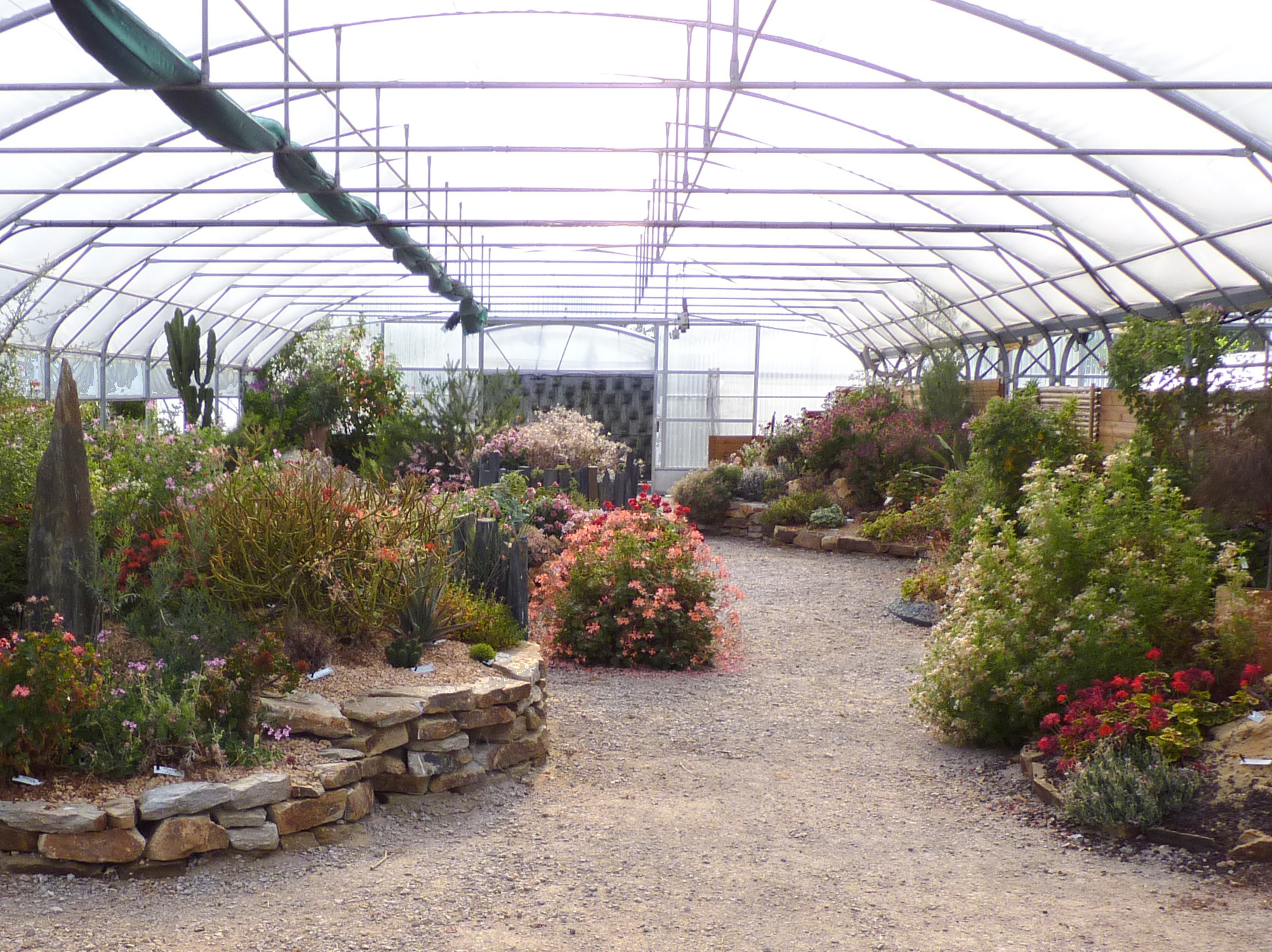
Le jardin botanique.
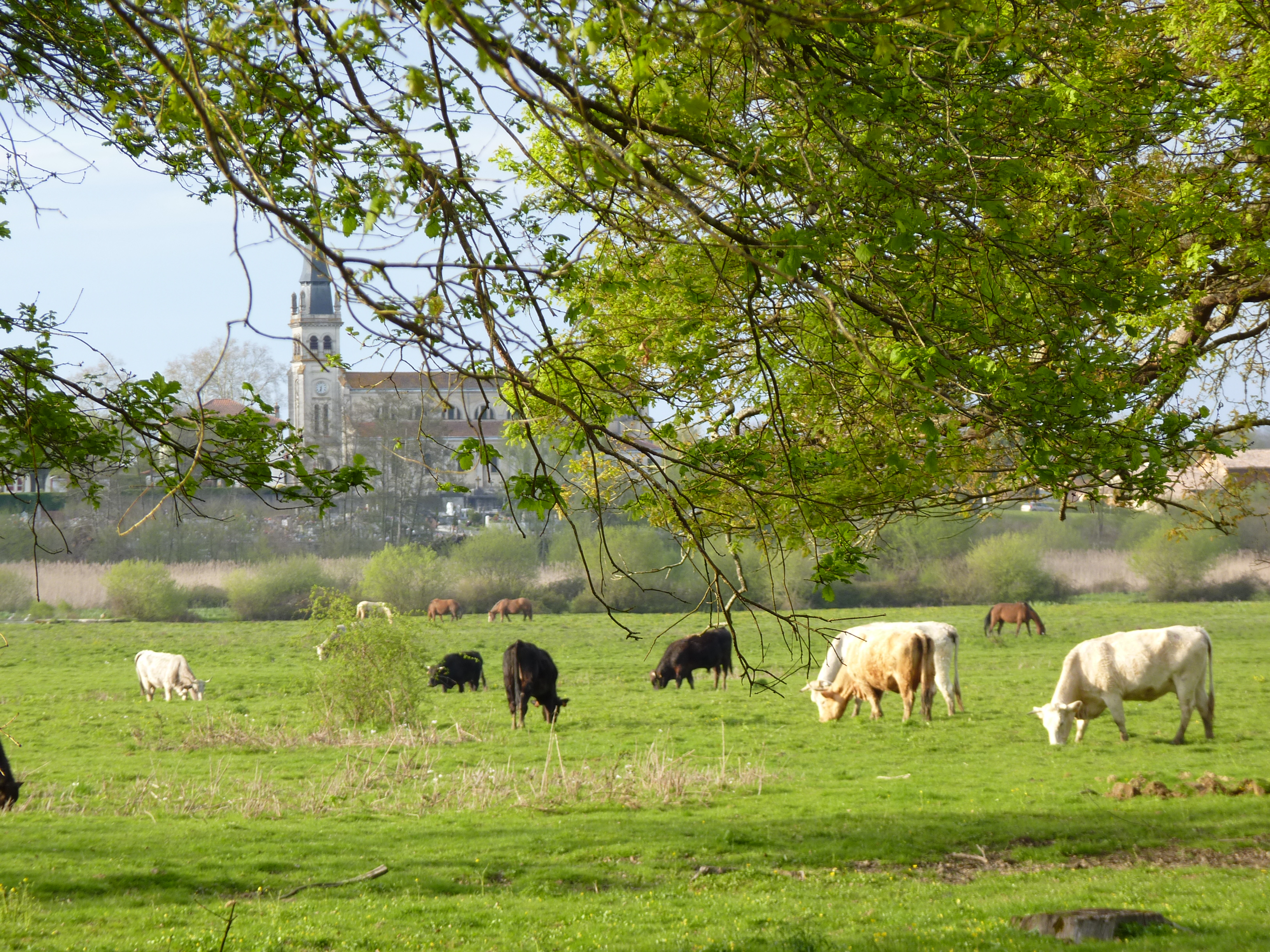
Les barthes de l'Adour.

## Personnalités liées à la commune
- Barthélémy Baraille (1882-1970), membre de la bande à Bonnot, s'y marie en 1908[36].
- Joseph Beaurredon (1844-1929), religieux catholique, enseignant et écrivain français mort dans la commune. Jean-François-Marie Jacob.
- Saint Vincent de Paul.
- Jean-Félix Pédegert (1809-1889) religieux catholique et poète français, missionnaire diocésain dans la  commune de 1849 à 1852.